# تاكيرو تاكيشي
تاكيرو تاكيشي (باليابانية: 高石 タケル، بالروماجي: Takaishi Takeru) المعروف بالنسخة العربية بـوسيم، هو شخصية خياليّة في مسلسل الانمي الشهير ديجيمون والمعروف باللغة العربية بأبطال الديجيتال، وُلِد في 6 نوفمبر عام 1991، تاكيرو فتى ياباني وُلِد في طوكيو، وهو أصغر أبطال الديجيتال في السلسلة الأولى ورُغم صغر سنه كان ناضجاً وأكثر الأولاد حماساً في مُغامرتهم. كان أحد الشخصيات الرئيسية في السلسلة الأولى والسلسلة الثانية وسلسلة الأفلام ديجيمون أدفنتشر تراي.

## حياته
وُلِد تاكيرو في السادس من نوفمبر عام 1991 في طوكيو لأب يعمل في شبكة تلفزيون فوجي وأم تعمل كصحفية. شقيقه الأكبر هو ياماتو أحد أبطال الديجيتال ويعتبره قدوته ومثله الأعلى. انفصل والديّه عندما كان في سن صغيرةٍ جداً حيث كان لا يتذكر الأحداث فلم يتأثر بحادثة الطلاق كما تأثر بها شقيقه ياماتو ونظراً لانفصال والديّه فقد حصلت والدة تاكيرو على حضانته بينما حصل والده على حضانة شقيقه ياماتو وعاش مع والدته بعيداً عنهما. عاش تاكيرو في حي سيتاغايا حيث كان الوحيد من بيّن أبطال الديجيتال في السلسلة الأولى الذي عاش خارج مدينة أودايبا في أثناء مغامرتهم في أواخر القرن العشرين. وعندما كان في سن العاشرة انتقل تاكيرو مع والدته للسكن في أودايبا إحدى البنايات السكنيّة. درّس الابتدائية في مدرسة كاوادا، ودرس المتوسطة في مدرسة أودايبا للمتوسطة، ودرس الثانوية في مدرسة أودايبا جونيور. وفي عام 2027 أصبح كاتباً وروائياً.

## التسلسل الزمني للأحداث

### فيلم: ديجيمون أدفنتشر (1995)

تاكيرو رِفقة شقيقه الأكبر ياماتو يُشاهدون المعركة بين قريمون وباروتمون.

في عام 1995 كان تاكيرو يعيش مع والديّه هيرواكي وناتسوكو وشقيقه الأكبر ياماتو (يامن) في حيّ هيكاريغاوكا عندما كان يبلغ من العمر أربع سنوات، وفي إحدى الليالي شاهد المعركة التي حدثت ما بين قريمون وباروتمون (صنديد والطائر).
وفي وقت لاحق حدثت حادثة طلاق بيّن والديّه لأسباب غير معروفة، لتحصل والدته على حضانته ويعيشا في حي سيتاغايا، بينما حصل والده على حضانة شقيقه ياماتو وعاشا في أودايبا حيث عمل والده في مركز تلفزيون فوجي.

### مُسلسل: أبطال الديجيتال الجُزء الأول (1999)
في ظهيرة يوم 1 أغسطس عام 1999 كان تاكيرو قد رافق شقيقه ياماتو إلى المخيم الصيفي الذي أقامته مدرسة أودايبا للابتدائية، وفجأة سحب تاكيرو مع الأولاد تيّارٌ غريب اقتداهم إلى العالم الرقميّ، تعرف تعرف تاكيرو على مٌرافقه باتامون (صدى)، وتعرف على هدف مجيئه إلى العالم الرقميّ رفقة الأولاد المُتبقين، وخاض عدة معارك مع الكثير من الوحوش مثل ديفيمون (الخفاش) وإيتيمون (قردون)، ثم عاد مرةً أخرى إلى العالم الرقميّ لإيجاد البطل الثامن، والتي كانت في نهاية الأمر هيكاري (هند) شقيقة تايتشي (أمجد).
بعد أن ساهم مع الأولاد في القضاء على فامديمون (الوطواط) وإيجاد البطل الثامن، عاد تاكيرو مرةً أخرى إلى العالم الرقميّ، وخاض معارك مع سادة الظلام، وانتصر عليهم مع البقيّة، قبل أن يواجه آخر عدو وهو أبوكاليمون (جنجل) وهو أخطر عدو والمُتسبب في صُنع قوى الشر، ليستطيع في النهاية وبمُساعدة الجميع من القضاء عليه، ويعود مرةً أخرى إلى أودايبا.

### فيلم: ديجمون أدفنتشر «لعبتنا الحربية» (2000)
في 4 مارس عام 2000 كان تاكيرو في منزل جدته في محافظة شيمانه مع شقيقه، ثم وصل إليهما اتصال من تايتشي (أمجد) يُخبرهما بأن هناك فايروس خطير غزا شبكة المعلومات ويطلب مُساعدته، يُلبي لبى ياماتو شقيق تاكيرو نداء تايتشي ويقوم بالبحث عن حاسوب في المحافظة ويجد ضالته في أحد صالونات الحلاقة، ثم يخوض برفقة تايتشي معركة داخل بيانات الحاسوب مع الفايروس، ونتيجةً لاتحاده مع تايتشي استطاعا تشكّل مُقاتل نتيجة اتحاد وار قريمون وميتال قارورومون (جلمود وسمهر)، ليقضيا في النهايّة على الفايروس أمام أنظار تاكيرو.

### ما بين مارس 2000 وأبريل 2002
في مايو عام 2000 عاد تاكيرو مع أبطال الديجيتال إلى العالم الرقمي بطلبٍ من جيناي (زاجل)، من أجل تحرير القوة التي تحمي عالم الديجيتال لأجل إصلاح تشويه العالم الرقمي، وذلك عن طريق طاقات القلائد، ونتيجةً لذلك فإن أبطال الديجيتال فقدوا القدرة على التطوّر إلى المُستوى المثالي.

### مُسلسل: أبطال الديجيتال الجُزء الثاني (2002)

تاكيرو في عام 2002.

في أبريل 2002 في اليوم الأول الدراسي يكون تاكيرو زميل هيكاري (هند) زميلها في الفصل، بعد ذلك يتعرف إلى مجموعةٍ جديدة يكونون هم الأبطال الجُدد، ويكتشف أن الخطر عاد لمُداهمة العالم الرقميّ ولكن هذه المرّة عن طريق شخص بشري ادعى أنه الإمبراطور وحاول السيّطرة على المخلوقات الرقميّة، في النهاية يُساهم تاكيرو في التغلب على الإمبراطور ليعود إلى رُشده ويكون من ضِمن أبطال الديجيتال الجُدد.
في صيف 2002 وأثناء صراع الأولاد مع الإمبراطور سافر تاكيرو برفقة هيكاري إلى الولايات المتحدة الأمريكية لزيارة ميمي (ميّ) الذي يُقابلون ويلس وهو أحد أبطال الديجيتال من الولايات المتحدة والذي يُختطف أحد مُرافقيه الرقميّين. (هذه الأحداث عُرضت في فيلم: هبوط الإعصار).

### فيلم: ديجيمون أدفنتشر 2 «الإنتقام من دايبرومون» (2003)
في مارس عام 2003 يعود الفيروس من جديد بعد ثلاثة أعوام من الفيلم الثاني «لعبتنا الحربية»، يُشارك تاكيرو الأولاد في القضاء عليه.

### مُسلسل: ديجيمون أدفنتشر تراي (2005)
في عام 2005 يظهر تاكيرو ضمن أبطال الديجيتال من السلسلة الأولى والذين يدرسون في الثانوية العامة. وفي وقت لاحق يتقاتل تاكيرو مع بقيّة الأولاد، ليُقاتل وحشاً ظهر كان قد استهدف أحد المُرافقين لفتاة جديدة ضُمّت إلى أبطال الديجيتال. ثم تتوالى الأحداث ليواجهون إنسان بشرياً يُعتقد بأنه كين (يزن) الذي عاد إلى شخصية الإمبراطور، ويقوم بخطف ميكومون مرافق مييكو، والذي تم استعادته في النهاية.

### 2027
في عام 2027 وبعد 28 عاماً من مُغامرتهم الأولى في العالم الرقميّ، يُصبح تاكيرو كاتباً وروائي لقصص خياليّة، ويؤلف كتاباً كاملاً عن مُغامرته مع العالم الرقميّ، ويُصبح زوجاً وله ابن.

## عائلته وأقربائه
| أقرباء تاكيرو | أقرباء تاكيرو | أقرباء تاكيرو | أقرباء تاكيرو                            | أقرباء تاكيرو |
| الاسم         | الصورة        | تعريف | الظهور                                   |               |
| ------------- | ------------- | --- | ---------------------------------------- | ------------- |
| ياماتو        |               | هو الأخ الأكبر لتاكيرو، يكبره بثلاثة أعوام، وهو أحد أبطال الديجيتال في الجُزء الأول.                                              | - الجزء الأول - الجزء الثاني             |               |
| هيرواكي       |               | هو والد تاكيرو، يعمل في مركز قناة تلفزيون فوجي، كان يعيش مع شقيقه ياماتو في أودايبا والدته في طفولته.                            | - الجزء الأول - الجزء الثاني             |               |
| ناتسوكو       |               | هي والدة تاكيرو، وهي من أصول فرنسية تعمل كصحفيّة. كانت تعيش مع تاكيرو منذ طلاقها مع والده في حي سيتاغايا قبل أن يعود إلى أودايبا. | - الجزء الأول - الجزء الثاني             |               |
| مايكل         |               | هو جد تاكيرو من طرف والدته، وهو فرنسي يعيش في باريس.                                                                             | - الجزء الثاني                           |               |
| كينو          |               | هي جدة تاكيرو من طرف والده، وتعيش في منزلٍ مُنعزل في محافظة شيمانه في جنوب اليابان.                                                | - ديجيمون أدفنتشر: لعبتنا الحربية (فيلم) |               |
| لم يُذكر       |               | هو ابن تاكيرو، ولديه مُرافق رقميّ مثل والديّه.                                                                                      | - الجزء الثاني                           |               |

## مرافقه الرقمي
| الاسم        | نوع التطور | المستوى | معلومات | الصورة |
| ------------ | ---------- | ------- | --- | ------ |
| بويومون      | تكوين      | جنين    | هو مخلوق لزج يُشبه قنديل البحر، وهو مخلوق رقيق وصغير للغايّة ولونه أبيض ولديه عيون سوداء مُسطحة.                                                 |        |
| توكومون      | إرتقاء     | رضيع    | هو مخلوقٌ لونه أبيض، ولديّه آذان طويلة مُمتدة، لديه جسم مليء وأطراف قصيرة، وله أيضاً أنياب حادة.                                                  |        |
| باتامون      | إرتقاء     | طفل     | هو مخلوق يُشبه الخنزير الغيني، مع آذان طويلة تُشبه الأجنحة تُساعده في الطيران، يُطلق طلقات هوائية من فمه.                                         |        |
| أنجيمون      | إرتقاء     | بالغ    | هو مخلوق مُستمد من هيئة أسطورة الملاك، له جسم بشري ناصع البياض وشعر برتقالي طويل، ويحمل عصا صفراء طويلة، وله هيئة مُشرقة، يملك ستة أجنحة مُضيئة. |        |
| هولي أنجيمون | إرتقاء     | مثالي   | هو رجل على هيئة أسطورة الملاك، لديه سيف مخفي في يديه، ولديه 8 أجنحة مُشرقة، كما أن أفضل أسلحته هي بوابة يفتحها يحبس فيها كل قوى الشر.          |        |
| سيرافيمون    | إرتقاء     | أقصى    | هو المُستوى الأقصى من مُرافقي تاكيرو، يملك عشرة أجنحة ذهبية متألقة، ويُعتبر أحد المخلوقات الرقميّة المُقدسة.                                       |        |